# Lobsang Tenzin Chökyi Gyaltsen
Lobsang Tenzin Chökyi Gyaltsen aussi appelé  Shingsa Rinpoché (né en 1980 à Tsonyon ( Amdo ) est un lama tibétain  du monastère de Ragya (Raga Gompa) reconnu par le 14e dalaï-lama à l'âge de 13 ans, comme une réincarnation.
Les Tibétains pensent que Shingsa Rinpoché est la réincarnation de la mère de Tsongkhapa, le fondateur de l' école gelugpa. 

## Rôle spirituel
Il a joué un rôle dans la Controverse du 11e panchen-lama, les autorités chinoises lui ayant demandé de faire partie d'un groupe de lamas originaires de différentes régions du Tibet. Ce groupe a été invité à reconnaître le candidat des autorités chinoises, Gyancain Norbu, en tant que 11e panchen lama, ce qu'il a refusé.
En 1997, il a ensuite décidé de quitter le pays à l'âge de 17 ans pour ne pas être contraint de faire d'autres actes contraires aux intérêts des autres Tibétains. À son arrivée en Inde , sur l’avis du 14e dalaï-lama Tenzin Gyatso, il s’est rendu dans la branche sud du monastère de Sera pour poursuivre ses études. Il a contribué à l'édition de plusieurs magazines sur la culture et l'éducation tibétaines.

## Rôle militant
Lors du soulèvement tibétain de 2008, il a décidé de participer à une grève de la faim de 24 heures et, à partir du 18 avril, il a participé à une marche qui allait de Delhi au Tibet. Cependant, cela a été interrompu à mi-chemin par la police indienne.
Le Dalaï Lama a appelé le groupe à arrêter la marche et à choisir la voie médiane, qu'il a mise de côté. Ce principe suppose, non pas l'indépendance, mais une autonomie significative en Chine.

## Publications
- (bo) Rakra Tethong Rinpoché, Sangs-rgyas-bcom-ldan 'das mdzad-pa bzhugs-so, publié sous la direction de Lobsang Tenzin Chökyi Gyaltsen Shingza Tulku,  RUDI Publishing House; 2017,  (ISBN 3946611095)